# Sunnutindur
Sunnutindur är en bergstopp i republiken Island. Den ligger i regionen Austurland, 300 km öster om huvudstaden Reykjavík. Toppen på Sunnutindur är 1 137 meter över havet.
Trakten runt Sunnutindur är nära nog obefolkad, med mindre än två invånare per kvadratkilometer. Det finns inga samhällen i närheten. Trakten runt Sunnutindur är permanent täckt av is och snö.